# تعديل بولاند
تعديلات بولاند هو الاسم الذي أطلق على ثلاثة من التعديلات التشريعية الأمريكية التي أجريت في الفترة بين عامي 1982 و1984، وجميعها كانت تهدف إلى الحد من مساعدات الحكومة الأمريكية التي يتم تقديمها إلى متمردي الكونتراس في نيكاراغوا. وقد كان تعديل بولاند الأول متعلقًا بقانون المخصصات المالية لمجلس النواب لعام 1982، والذي ألحق بقانون المخصصات المالية لوزارة الدفاع لعام 1983 بوصفه ملحقًا، والذي تمت تسميته نسبة إلى ممثل ولاية ماساتشوستس عن الحزب الديمقراطي، إدوارد بولاند، الذي قام بكتابته. وقد مرر مجلس النواب الأمريكي قانون المخصصات المالية لوزارة الدفاع 411-0 في 8 ديسمبر 1982، ووقع عليه الرئيس رونالد ريغان في 21 ديسمبر 1982. وقد حظر التعديل تقديم المساعدات الأميركية إلى متمردي الكونتراس بغرض الإطاحة بحكومة نيكاراغوا، ووفي الوقت نفسه السماح بتقديم المساعدات لأغراض أخرى.
ومع تجاوز تقييد الدعم الأمريكي العلني للكونتراس، فإن التأثير الأكثر أهمية لتعديلات بولاند كان شأنًا يتعلق بإيران والكونتراس، وخلاله تحايلت إدارة ريجان على التعديل من أجل الاستمرار في توريد الأسلحة إلى متمردي الكونتراس دون علم الكونغرس.

## الخلفية
خلال السنوات الأولى من إدارة ريغان، اندلعت الثورة في نيكاراغوا، مما حرض حكومة الجبهة الساندينية للتحرير الوطني الشيوعية ضد جماعات الكونتراس الثائرة. وقامت وكالة الاستخبارات المركزية الأمريكية بسلسلة من أعمال التخريب دون اطلاع لجان الاستخبارات في الكونغرس مسبقًا، وهو ما أدى إلى إقرار تعديل بولاند من قبل الكونغرس ووقف التمويل المخصص لجماعات الكونتراس.
وقد كان تعديل بولاند الذي قدمه إدوارد بولاند حلاً وسطًا غامضًا محدودًا للغاية، وذلك لأن الديمقراطيين لم يتمكنوا من الحصول على ما يكفي من الأصوات لفرض حظر شامل. وقد حظي هذا التعديل بمناقشات كثيرة نظرًا للمعارضة الواسعة التي شهدها بين الجمهور الأمريكي لتمويل الكونتراس: معارضة هولي سكلار وبيج ستروبل العلنية لتمويل الكونتراس أثناء إعادة انتخاب ريغان «باتجاه اثنين إلى واحد» ثابت. وقد غطت فقط الأموال المخصصة التي يتم إنفاقها بواسطة وكالات الاستخبارات (مثل وكالة الاستخبارات المركزية الأمريكية). وقد استخدم بعض مسؤولي الأمن القومي بإدارة ريغان الأموال غير المخصصة التي ينفقها مجلس الأمن القومي (NSC) الأمريكي للتحايل على التعديل. ولم تقم المحاكم مطلقًا بتحديد ما إذا كان تعديل بولاند قد شمل مجلس الأمن القومي، ونظرًا لأنه كان حظرًا ولم يكن قانونًا جنائيًا، لم يكن من الممكن اتهام أي شخص بخرقه. وقد زعم المعارضون أن البيت الأبيض انتهك التعديل. وفي وقت لاحق، استأنف الكونغرس على إرسال المساعدات إلى الكونتراس، والتي بلغ مجموعها أكثر من 300 مليون دولار. وخرجت الجبهة الساندينية للتحرير الوطني من الحكم عام 1990، ثم عادت مرة أخرى بالانتخابات بعد عدة سنوات.
هذا وقد حظرت تعديلات بولاند على الحكومة الفيدرالية تقديم الدعم العسكري «بغرض الإطاحة بحكومة نيكاراغوا». فقد كان الهدف منها منع وكالة الاستخبارات المركزية من تمويل المتمردين المعارضين للمجلس العسكري المؤقت الاشتراكي، وسعى تعديل بولاند لمنع تقديم إدارة ريغان الدعم لمتمردي الكونتراس. وقد تم تفسير التعديل تفسيرًا ضيقًا من قبل إدارة ريغان لتطبيقه على وكالات الاستخبارات في الولايات المتحدة فقط، بحيث يسمح لمجلس الأمن القومي الأمريكي بتوجيه التمويل لمتمردي الكونتراس. ومن أجل منع هذا، تم تغيير التعديل لحظر تقديم أي تمويل للعمليات العسكرية أو شبه العسكرية.
في هذا الإطار، قال مسؤولو الإدارة إن تعديلات بولاند، أو أي قانون صادر عن الكونغرس، لن يتعارض مع سلوك الرئيس الخاص بالسياسة الخارجية عن طريق تقييد الأموال، حيث إن الرئيس يمكنه الحصول على أموال من هيئات القطاع الخاص أو الحكومات الأجنبية. ومن هذا المنطلق، وبالرغم من تعديل بولاند، قام نائب الأدميرال جون بويندكستر، بالأسطول الأمريكي، ونائبه العقيد أوليفر نورث، بقوات مشاة البحرية الأمريكية، بتحويل ملايين الدولارات إلى الكونتراس بنيكاراغوا في صورة تمويل حصلوا عليه من صفقة سرية، والتي يزعم البعض أنها حصلت على موافقة رئاسية صريحة  –  وهي مبيعات صواريخ موجهة مضادة للدروع وصواريخ أرض-جو إلى إيران على الرغم من تعهد ريغان العلني بعدم التعامل مع الإرهاب. وفي نوفمبر 1986، كشفت صحيفة موالية لسوريا في لبنان سر هذه الصفقة للعالم. وقد جاء هذا بعد أن أحكم الديمقراطيون سيطرتهم على مجلس الشيوخ في انتخابات عام 1986. وفي جلسات الاستماع العلنية للجنة المشتركة من مجلسي الشيوخ والنواب المنعقدة بغرض التحقيق في القضية، سعى الديمقراطيون لمقاضاة العقيد نورث بسبب دوره في هذه الصفقة. وحمل التقرير النهائي الذي نشر بعد جلسات الاستماع اللوم لأسلوب ريغان السلبي في القيادة والسماح بالتصرف في السياسة الخارجية دون تدخل من أي مسؤول منتخب. وفي وقت لاحق، أطاحت الانتخابات في نيكاراغوا بالماركسيين من السلطة؛ ثم أعادتهم في وقت لاحق إليها.

## التسلسل الزمني التشريعي
التسلسل الزمني من جون نيغروبونتي.
في ديسمبر 1982، أصبح القانون H.J.RES.631[وصلة مكسورة] قانونًا عامًا يحمل الرقم 97-377، وقد قدَّم المزيد من المخصصات المستمرة للعام المالي 1983. أما التعديل S.UP.AMDT.1542[وصلة مكسورة] الذي أجراه السيناتور دانيال باتريك موينيهان، والذي كان يهدف إلى حظر استخدام الأموال من قبل وكالة الاستخبارات المركزية أو وزارة الدفاع الأمريكية لدعم الأنشطة العسكرية في نيكاراغوا، فقد تم إسقاطه. كما تم إدراج التعديل S.UP.AMDT.1541[وصلة مكسورة] الذي قدمه السيناتور كريستوفر دود «ليعلن تأييد الكونغرس لفرض قيود على أنواع معينة من العمليات في أمريكا الوسطى».
ولكن التعديل H.R.7355[وصلة مكسورة] عين مخصصات لوزارة الدفاع
وتم تمرير التعديل H.AMDT.974[وصلة مكسورة] الذي قدمه النائب إدوارد بولاند بتصويت قياسي بلغ 411-0 لمنع وكالة الاستخبارات المركزية الأمريكية أو وزارة الدفاع من استخدام الأموال من مشروع القانون لأغراض عسكرية في نيكاراغوا.
وفي ديسمبر 1983، وفي العام المالي 1984، حدد التعديل H.R.4185[وصلة مكسورة]، برعاية النائب جوزيف أدابو، والذي أصبح قانونًا عامًا رقم 98-212، والتعديل H.R.2968[وصلة مكسورة] برعاية بولاند، والذي أصبح قانونًا عامًا رقم 98-215، الأموال التي يمكن إنفاقها لأغراض عسكرية في نيكارغوا. ومنع التعديل H.AMDT.461[وصلة مكسورة] الذي أضافه بولاند إلى التعديل H.R. 2968 المساعدة السرية للعمليات العسكرية في نيكاراغوا.
وفي ديسمبر 1984، وفيما يتعلق بالعام المالي 1985، أصبح التعديل H.J.RES.648[وصلة مكسورة]، قانونًا عامًا يحمل الرقم 98-473، وحظر استخدام الأموال المتوفرة لكل من وكالة الاستخبارات المركزية ووزارة الدفاع في نيكاراغوا للأغراض العسكرية.
وفي ديسمبر 1985، وفيم يتعلق بالعام المالي 1986، أصبح التعديل S.960[وصلة مكسورة] قانونًا عامًا يحمل الرقم 99-83، واستبعد أيضًا الاستخدام العسكري للأموال المنفقة في نيكاراغوا.

## خدمة أبحاث الكونغرس
"في عام 1984، أثير جدل حول المساعدات الأمريكية لمعارضي الحكومة في نيكاراغوا
(الميلشيات المناهضة للجبهة الساندينية للتحرير الوطني والمعروفة باسم «الكونتراس»)، وهو ما أدى إلى منع مثل هذه المساعدات من خلال مشروع قانون المخصصات المستمر. وفيما يلي ملخص لهذا الحظر التشريعي.
قرار المخصصات المستمرة للسنة المالية 1985، القانون العام 98-473، 98
قانون 1935-1937، الموقع في 12 أكتوبر 1984، شريطة أنه: "خلال العام المالي
1985، لا يجب تعهد أو إنفاق أي أموال متوفرة لدى وكالة الاستخبارات المركزية الأمريكية،
ووزارة الدفاع، أو أي وكالة أو هيئة تابعة للولايات المتحدة
تعمل في مجال الاستخبارات،
بغرض أو في أنشطة لها تأثير داعم، بطريقة مباشرة أو غير مباشرة،
على العمليات العسكرية أو شبه العسكرية في نيكاراغوا من قبل أي دولة،
أو جماعة أو منظمة أو حركة أو فرد." وأضاف هذا التشريع أيضًا
أنه بعد 28 فبراير 1985، إذا قدم الرئيس تقريرًا إلى
الكونغرس محددًا معايير معينة، بما في ذلك الحاجة إلى تقديم المزيد من
المساعدات المتعلقة بـ «العمليات العسكرية أو شبه العسكرية» التي يحظرها هذا القانون،
فيمكنه إنفاق 14 مليون دولار في صورة أموال إذا مرر الكونجرس
قرارًا مشتركًا يوافق على هذا التصرف." [خدمة أبحاث الكونغرس، استخدام الكونغرس لاقتطاعات التمويل منذ عام 1970 بين القوات المسلحة الأمريكية وعمليات نشر الجند وراء البحار، 10 يناير، 2001، ص. 6.] 

## وصلات خارجية
- Thomas' نسخة محفوظة 3 مايو 2015 على موقع واي باك مشين. summary for HR 2968 in the 98th Congress
- Government Accountability Office report B-201260 نسخة محفوظة 30 سبتمبر 2007 على موقع واي باك مشين.
- Iran-Contra Hearings; Boland Amendments: What They Provided. New York Times